# Ghoti
ghoti （フィッシュ）は、英語の綴りの不規則性を示すためにジョークとして作り出された語。英単語 fish の音を異なる綴りで表したものであるため、 fish と同じく [ˈfɪʃ] と発音する。

## 概要
ghoti は以下の三つの部分からなる。
- gh - laugh (ラフ [læf], [lɑːf]) における gh と同様、[f] の音を表す。
- o - women (ウィミン  [ˈwɪmɪn], [ˈwɪmən]) における o と同様、[ɪ] の音を表す。
- ti - nation (ネイシャン [ˈneɪʃən]) における ti と同様、[ʃ] の音を表す。

同じように、colonel (カーネル, [ˈkɝnəl]) の olo を付け加えた ghotiolo は fisher (フィッシャー [ˈfɪʃɚ]) と発音する。これには歴史的な経緯が深く関係している。
英語は本来フリジア語（オランダ北部で話される、ゲルマン語の一つ）の類縁を基層とし、その上にフランス経由でラテン語由来の単語を大量に導入したという複雑な出自を持っていた。これがさらに15世紀から16世紀にかけて大母音推移とよばれる音韻体系の大規模な変化を経験する。たとえば「今」を意味する now という語の発音が [nu:] から [naʊ] へと変わったような変化が、非常に多くの語について発生したのである。この大母音推移の最中に英語の正書法がある程度定着してしまったため、英語の綴りと発音の不一致は大きなものとなってしまった（ラテン語由来をはじめとする大量の外来語が日常でもよく使われ、発音がゲルマン的に「こなれた」ことも一因と考えられる。例えばドイツ語ではよほど古い時代に借入されたもの以外のラテン語由来の語は音節が多い、語末にアクセントがあるなど現代でもゲルマン的でない発音、言い換えれば外来語臭い発音である）。こうしてできた近代英語はアメリカをはじめとする広大な地域で話されるようになり、また様々な言語から外来語として単語を導入することで綴りの不規則性はさらなる拡大を遂げた。現代英語では [ʃ] を表す綴りを含む単語が、shirt, sugar, chute, action, issue, ocean, conscious, mansion, schwa, anxious, special のようにつづられるまでになっている。
こうした現状を打開するため、ghoti の考案者とも言われるジョージ・バーナード・ショー（本人は否定）に代表されるように英語の正書法改革を望む声も存在するが、未だ実現していない。この要因として、単語の語根を明示することへの要請があげられる。例えば electrician は electricity に由来するが、前者の -cian は口蓋化により [ʃən] と発音される。しかし両者を -shun と -sity のように綴り直すことで両者の語源的な繋がりが、さらには electric との関係が失われてしまうのではないか、とするものである。

## その他
- 同じ論法により、以下の英語の発音を考慮した場合、ghoti は「発音しない単語」であるという見方もできる。※以下の太字はいずれも黙字。
  - though (ヅォウ [ðoʊ])
  - people (ピープル、ピーポー [ˈpiːpəl], [ˈpiːpl̩])
  - ballet (バレイ ['bæleɪ])
  - business (ビズネス、ビズニス [ˈbɪznəs], [ˈbɪznɪs])

- スタートレックの劇中で用いられる人工言語「クリンゴン語」において魚を表す単語は「ghotI'」である[4]。

- ghoti以外には以下のようなものがある。
  - ghoughpteighbteau tchoghs (ポテトチップス)
  - ghach (fuck)